# Prejuicio de punto ciego
Prejuicio de punto ciego es la tendencia a no darse cuenta de los propios prejuicios cognitivos y de verse como menos sesgado que los demás. El prejuicio de punto ciego es un sesgo cognitivo por el cual uno mismo no se da cuenta de los prejuicios propios. El término fue creado por Emily Pronin, profesora en el Departamento de Psicología de la Universidad de Princeton, con sus colegas Daniel Lin y Lee Ross en referencia al punto ciego del ojo humano.
Pronin y sus coautores explican el efecto halo y el sesgo de autoservicio y muchos otros prejuicios cognitivos. Según el "sesgo de mejor que el promedio"(sesgo de autoservicio), específicamente, es más probable que la gente se vea a sí misma, de manera inexacta, como "mejor que el promedio" para posibles tratos positivos y "menos que el promedio" para tratos negativos. Cuando se les pregunta, subsecuentemente, cuál es su nivel de tolerancia frente a los prejuicios, las personas se consideran a sí mismas como menos sujetos a los prejuicios descritos que la "persona promedio".